# Willem Christiaan Bonebakker (1827-1906)
Willem Christiaan Bonebakker (Amsterdam, 17 september 1827 – Hilversum, 29 oktober 1906) was een Nederlandse koopman en fabrikant van goud- en zilverwerken. Hij was een telg uit het juweliersgeslacht Bonebakker en vertegenwoordigde de derde generatie van het familiebedrijf As Bonebakker & Zoon.

## Biografie
Willem Christiaan Bonebakker werd geboren als zoon van Jacques Antoine Bonebakker en Wendelina Elisabeth van Manen. Zijn grootvader Adrianus Bonebakker (1767–1842) vestigde zich in 1792 in Amsterdam en nam in 1802 samen met Diederik Lodewijk Bennewitz de goud-, zilver- en juwelierswinkel van de gebroeders Peirolet over. In eerste instantie opereerde het bedrijf onder de naam Gebroeders Peirolet, Bennewitz & Bonebakker, later als Bennewitz & Bonebakker. Na hun zakelijke scheiding in 1821 gingen Adrianus en zijn zoon Jacques Antoine verder onder de naam As Bonebakker & Zoon – een firma die zou uitgroeien tot een van de meest vooraanstaande juweliers- en zilversmederijen van Nederland.
In 1854 trad Willem Christiaan samen met zijn broer Johannes Christiaan Reinier Bonebakker (1829–1883) toe tot het familiebedrijf. Dat jaar breidde het bedrijf uit met een eigen goud- en zilverwerkplaats in de Korte Leidsedwarsstraat te Amsterdam. De dagelijkse leiding van de werkplaats was in handen van meester-zilversmid Pieter Pieterse, maar Willem Christiaan hield intern toezicht op de productie. Na het overlijden van hun vader in 1868 zetten de broers de firma voort, totdat Johannes in 1883 overleed en Willem Christiaan alleen verderging.
Hij trouwde op 27 juli 1860 in Amsterdam met Clara Elise Wegelin. Samen kregen zij zeven kinderen – vijf zonen en twee dochters – waaronder Carl Bonebakker (1862–1947) en Willem Christiaan Bonebakker jr. (1866–1951). In 1891 trad Carl toe als firmant, waarmee de continuïteit van het familiebedrijf werd gewaarborgd.
Op latere leeftijd verhuisde Willem Christiaan naar villa Den Hull aan de Utrechtseweg 11 te Hilversum, waar hij in 1906 overleed. Hij werd begraven op de Oude Algemene Begraafplaats aan de Berkenweg in Baarn, waar ook zijn echtgenote Clara enkele jaren eerder in 1902 was begraven.

## As Bonebakker & Zoon
As Bonebakker & Zoon werd opgericht in 1792 en groeide uit tot een toonaangevend juweliers- en zilversmederijbedrijf in Nederland. In 1837 verhuisde de firma naar het grachtenpand Het Witte Paard aan de Herengracht 376 in Amsterdam, waar het meer dan een eeuw gevestigd bleef. In 1926 werd Herengracht 374 toegevoegd, en in 1954 volgde een verhuizing naar het Rokin 88–90 in Amsterdam.
Het bedrijf kreeg talloze prestigieuze opdrachten. Zo vervaardigde Bonebakker in 1806 de stadssleutels van Amsterdam voor koning Lodewijk Napoleon, en in 1811 een tweede set voor keizer Napoleon Bonaparte. In 1816 maakte de firma een 419-delig zilveren tafelservies voor kroonprins Willem (de latere koning Willem II) en Anna Pavlovna, als huwelijksgeschenk van de stad Amsterdam. In 1840 vervaardigde Bonebakker in opdracht van koning Willem II de Nederlandse koningskroon, die tot op heden bij alle inhuldigingen wordt gebruikt.
In 1863 ontwierp Bonebakker de Artis- of Westermanbokaal ter gelegenheid van het 25-jarig jubileum van dierentuin Natura Artis Magistra. De rijkversierde zilveren bokaal werd uitgevoerd door zilversmid Pieter Pieterse en beeldt het dierenrijk uit, met op het deksel een figuur van Minerva. De bokaal werd aangeboden aan Artis-directeur G.F. Westerman. In 1875 vervaardigde de firma een gouden erevaas voor generaal Jan van Swieten als eerbetoon voor zijn rol in de Atjeh-oorlog.

## Verdere literatuur en archieven
- Emeis, M.G. (1967). Bonebakker 1792–1967. Amsterdam.
- Van Benthem, Barend J. (2005). De werkmeesters van Bennewitz en Bonebakker. Amsterdams grootzilver uit de eerste helft van de 19de eeuw. Zwolle: Waanders Uitgevers. ISBN 9789040090097.
- Archief As Bonebakker & Zoon, Nederlands Instituut voor Kunstgeschiedenis (RKD).
- Archief As Bonebakker & Zoon, Stadsarchief Amsterdam (inventarisnummer 406).